# Antal Doráti
Antal Doráti, escrit de vegades Dorati (Budapest, 9 d'abril de 1906 - Gerzensee, Suïssa, 13 de novembre de 1988) fou un director d'orquestra hongarès nacionalitzat nord-americà el 1947.
El seu pare era violinista de l'Orquestra Filharmònica de Budapest. Va estudiar a l'Acadèmia Ferenc Liszt: els seus professors de composició van ser Zoltán Kodály i Leó Weiner, i el de piano, Béla Bartók. Va debutar com a director el 1924 amb l'orquestra de l'Òpera de Budapest. El 1928 i el 1929 va estar a l'òpera de Dresden col·laborant amb Fritz Busch, de 1929 a 1932 a Münster. Des de 1933 a 1945 es dedica exclusivament al ballet en diferents llocs. Posteriorment va ser director artístic a Dallas (fins a 1949) i Minneapolis (fins a 1960). Orquestres filharmòniques de la BBC, Estocolm, Israel, Washington DC i d'altres van ser dirigides pel seu talent, que va destacar en interpretacions de Bartók, Stravinski, Robert Gerhard i Ottenwaelder i Dvořák, però sobretot amb Haydn, l'obra del qual apreciava particularment i del qual va enregistrar totes les simfonies.
Va publicar la seva autobiografia (Notes of Seven Decades) el 1979.